# Livro das Plantas de Todas as Fortalezas

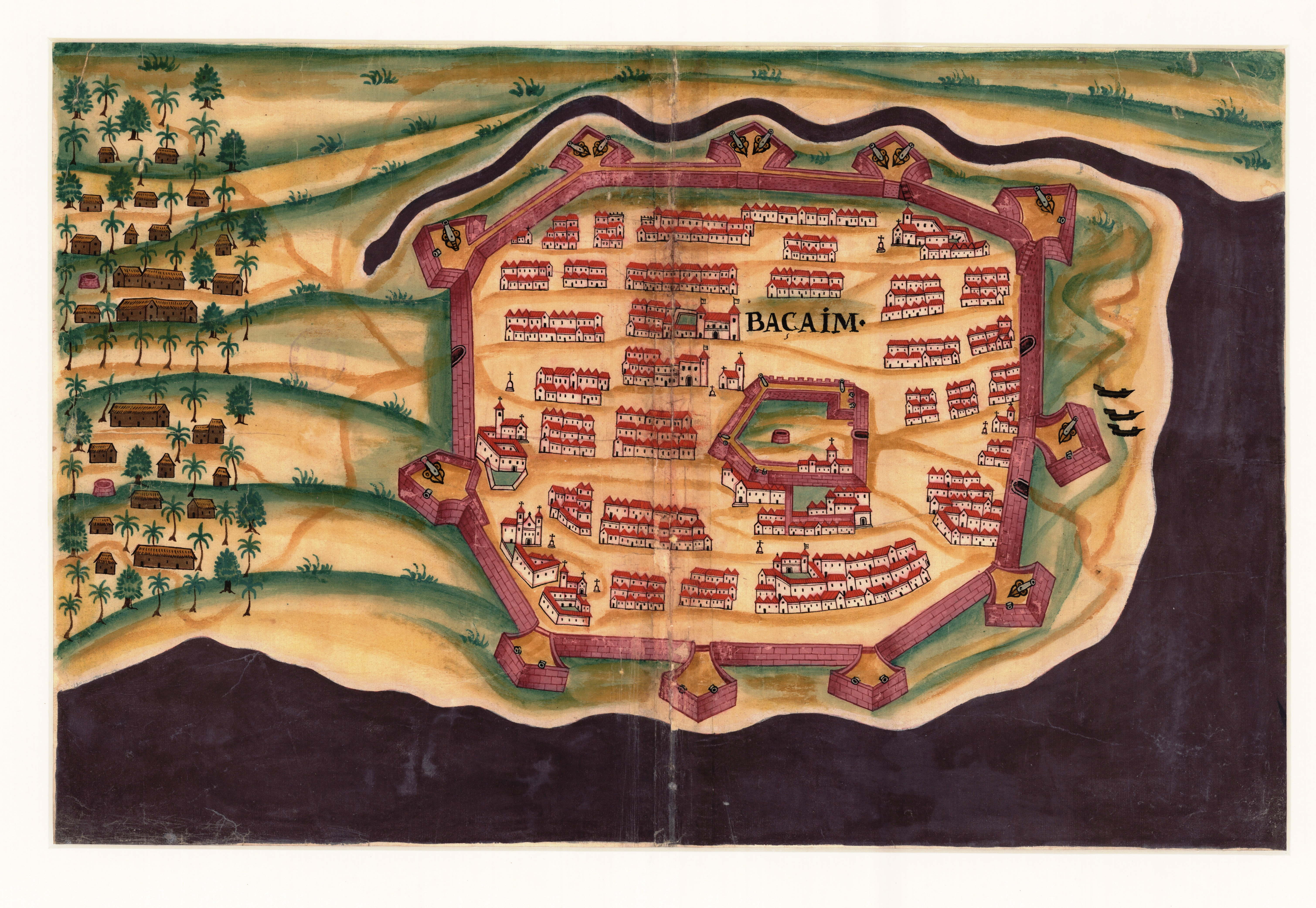
Baçaim

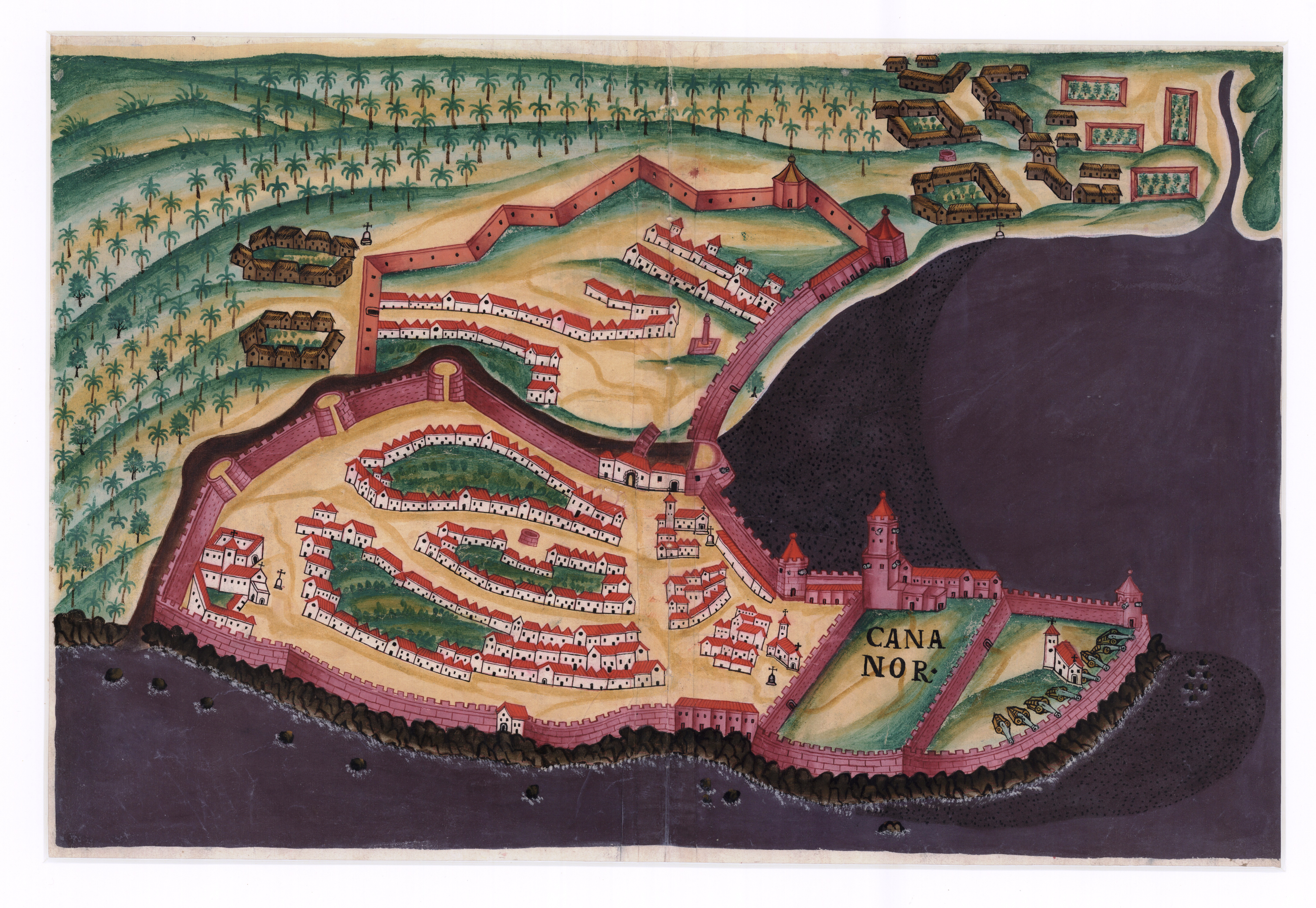
Cananor

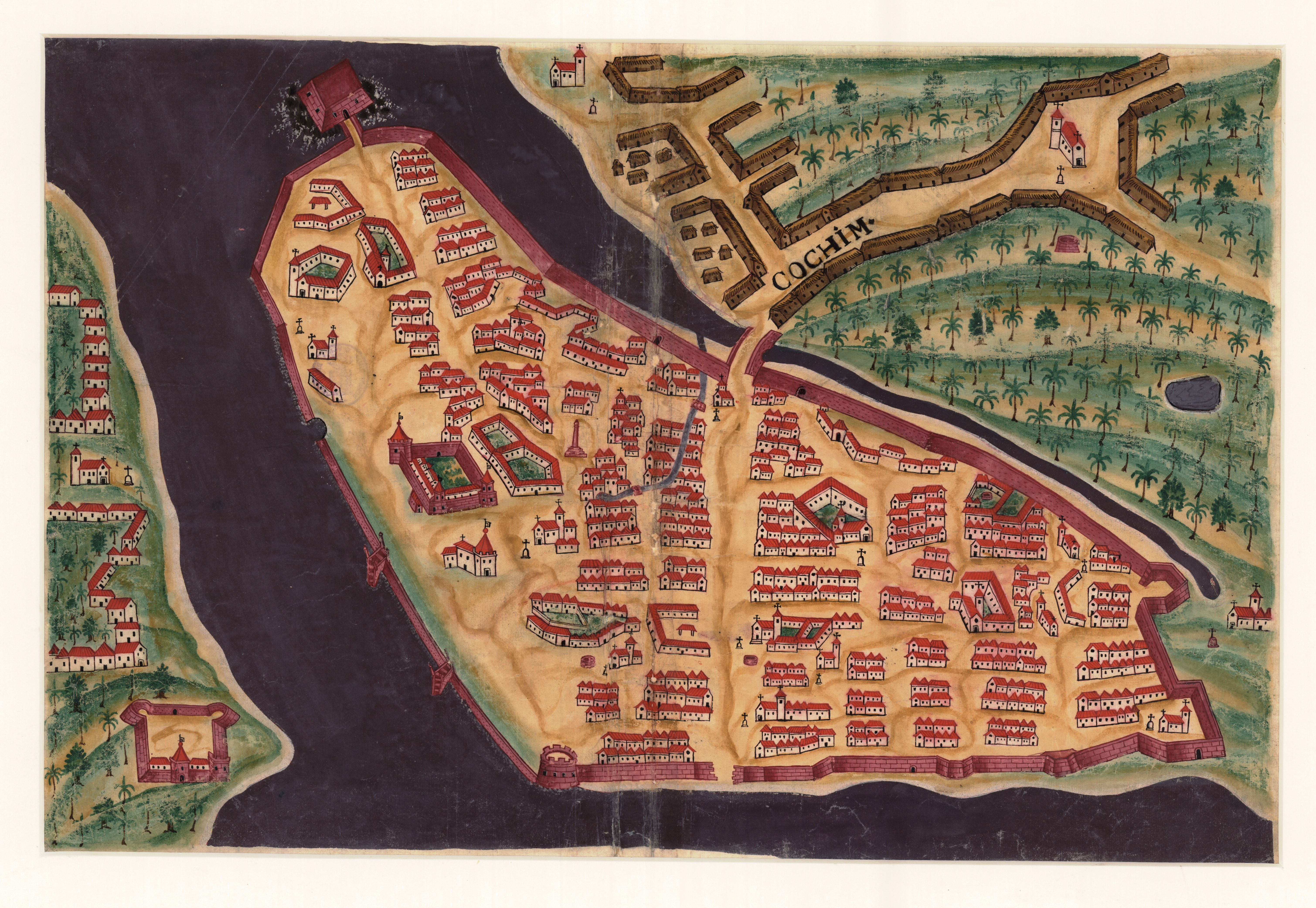
Cochim

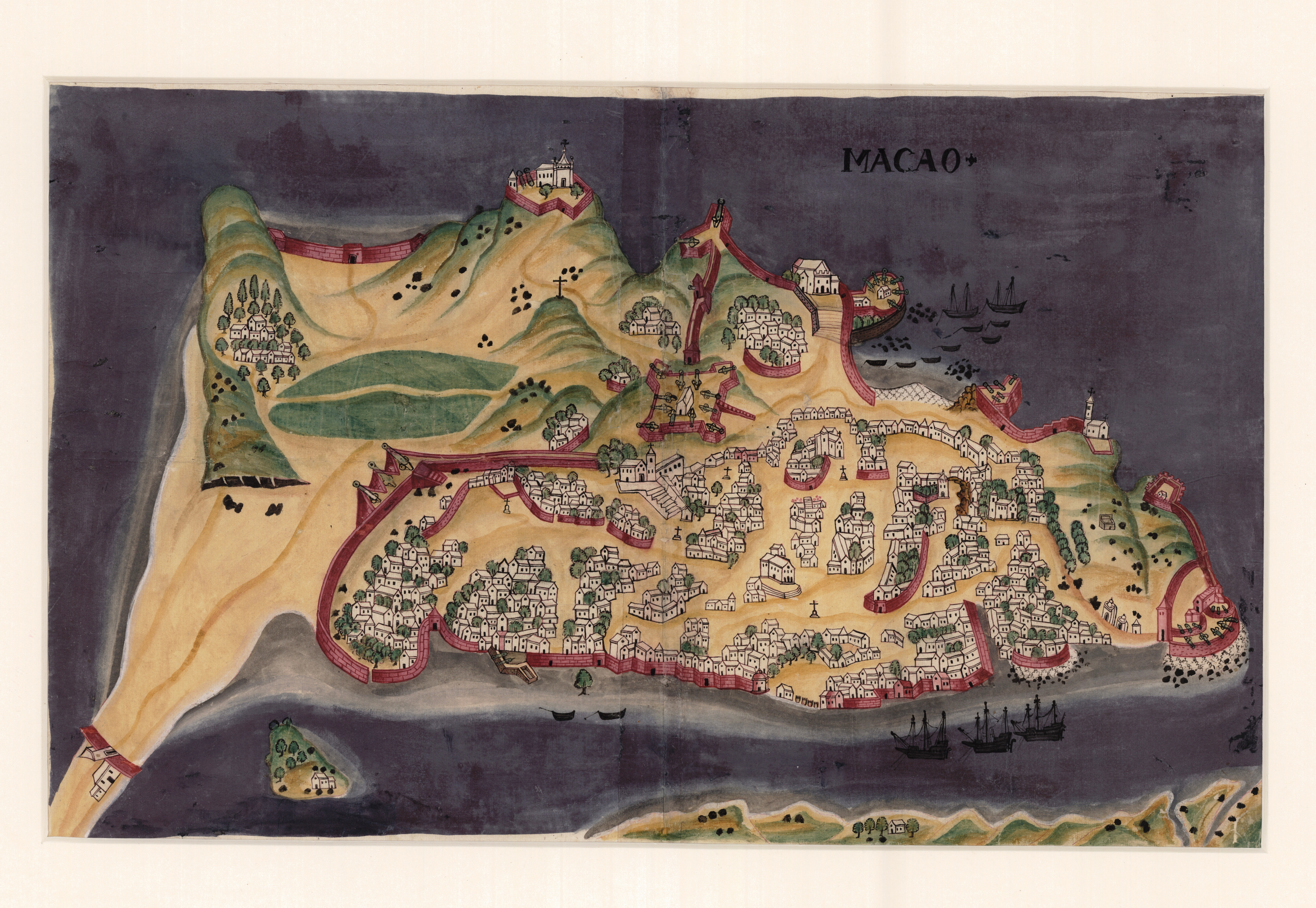
Macau

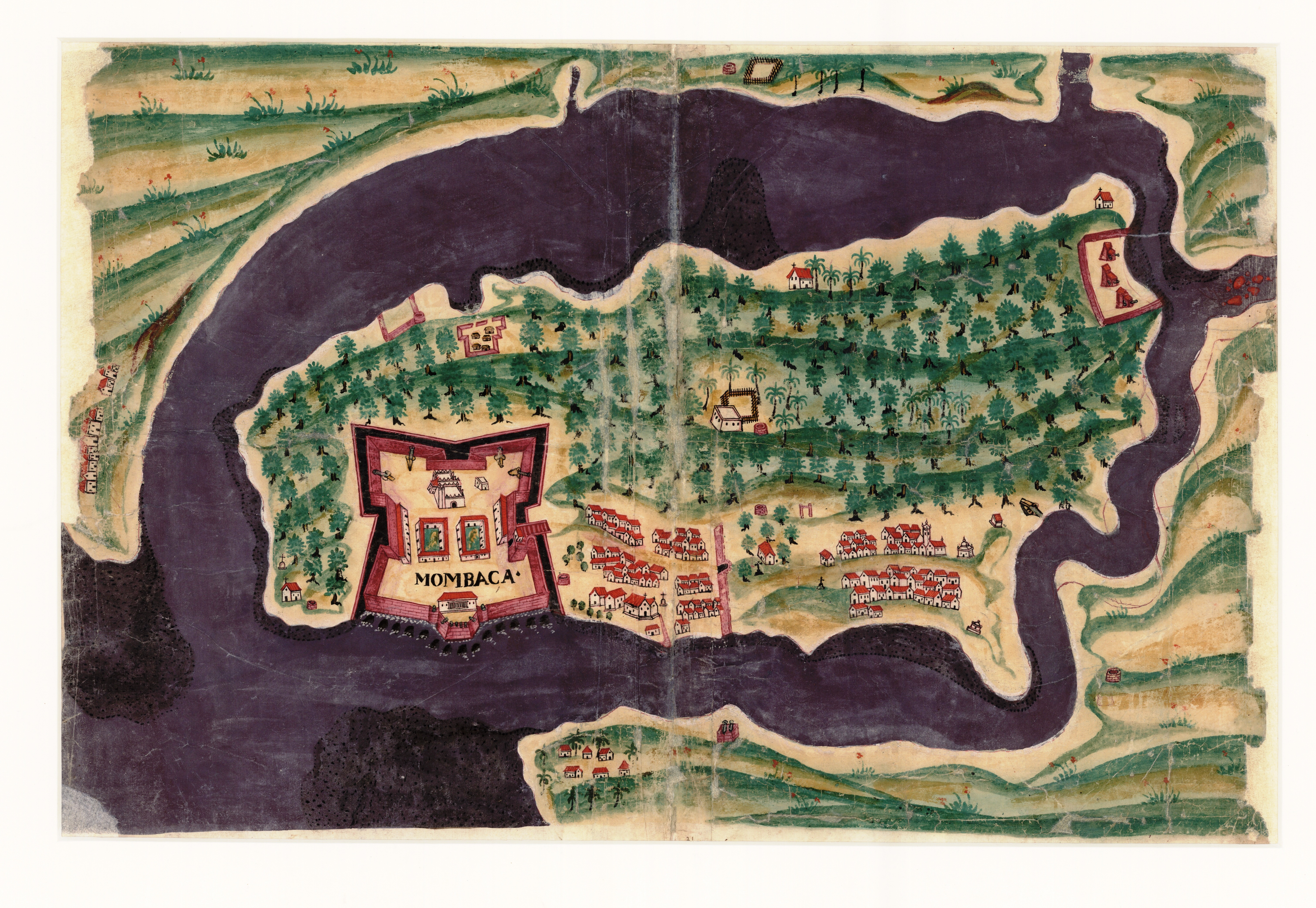
Mombaça

O Livro das Plantas de todas as fortalezas, cidades e povoações do Estado da Índia Oriental, popularmente referido apenas como Livro das Plantas de todas as fortalezas, é um manuscrito seiscentista, fonte para o estudo da cartografia e arquitetura militar do Estado Português da Índia.
Confeccionado em 1635, encontra-se atualmente depositado na Biblioteca Pública de Évora, em Portugal.

## História
Em 1632, no contexto da Dinastia Filipina, Filipe IV de Espanha ordenou ao então Vice-rei do Estado da Índia, D. Fernando de Noronha, 5º conde de Linhares, o levantamento das fortalezas sob sua jurisdição na África Oriental, península Arábica e Extremo Oriente. Este, por sua vez, em 1633, encarregou da tarefa ao cronista oficial do Estado da Índia e Guarda-mor do Arquivo Real de Goa, António Bocarro. O resultado foi o atlas conhecido como "Livro das Plantas de todas as Fortalezas, Cidades e povoações do Estado da Índia Oriental".
Elaborado em duas vias originais, o trabalho foi remetido para a Corte, em Lisboa, no início de 1635. O texto era acompanhado por cinquenta e duas plantas de fortalezas e cidades.
Na carta dedicatória que acompanhou os originais, transcrita por Barbosa Machado (1741) de um exemplar que pesquisou na biblioteca do duque de Cadaval, Bocarro refere as dificuldades que vivenciou para conseguir concluir o trabalho, dificuldades essas a que atribui as imperfeições do mesmo. Entre elas, referiu as exigências que se prendiam aos seus cargos, que o impediam de se deslocar e examinar "muito particularmente" cada uma das fortalezas ou povoações que descreveu. Por essa razão vira-se forçado a recorrer às informações solicitadas que lhe foram chegando, as quais foi expurgando com todo o rigor, pelo que poderia o soberano dar-lhes completo crédito. Porém, não garantia a mesma perfeição no que respeitava às plantas que acompanhavam o texto.
Embora Bocarro não tenha nomeado o autor dos desenhos, a pesquisa de Jaime Cortesão e de Teixeira da Mota (1960) conclui que foram executados por Pedro Barreto de Resende, secretário do conde de Linhares, uma vez que o próprio Resende assim o afirma, no início do códice "Descrições das Fortalezas da Índia Oriental", de sua autoria, atualmente na Biblioteca Nacional da França, em Paris.
Outras versões do manuscrito incluem o "Livro do Estado da Índia Oriental" (c. 1636) pelo próprio Pedro Barreto de Resende, atualmente na Biblioteca Nacional da França, em Paris. Esta, por sua vez, foi utilizada como base por António de Maris Carneiro na preparação da sua "Descrição da Fortaleza de Sofala" (1639), atualmente na Biblioteca Nacional de Portugal, em Lisboa. Um último manuscrito, datado de 1646 encontra-se depositado na British Library, em Londres.

## Características
A obra apresenta-se na forma de um álbum com 48 gravuras. Estes desenhos são importantes do ponto de vista histórico e iconográfico e, embora atraentes pela sua policromia, tecnicamente apresentam limitado valor cartográfico, uma vez que lhes faltam elementos essenciais como a escala e a orientação cardeal. O delineamento mostra-se pouco cuidado, com proliferação dos símbolos da vegetação, grandes proporções das casas e muros das fortalezas de acordo com a análise da pesquisadora Suzanne Daveau (1997). Esses detalhes não escaparam a Bocarro que, na sua carta-dedicatória lamentou a falta de orientação e escala. Assegurando não ter obtido "as plantas arrumadas e demarcadas e compassadas por petipé/(escala)" e lamentando a total ausência, no Estado da Índia, de pessoas "scientes nas ditas artes".
As fortificações do Sudeste da Arábia registadas incluem os fortes de Soar, de Corfação, de Quelba, de Libédia (atual al-Bid'yya), de Mada e de Doba, o mais importante da região, a julgar pela extensão de suas defesas, mas que não sobreviveu até aos nossos dias. A relação passa deste último para a de Dio (atual Diu) na costa ocidental da Índia.

## Galeria

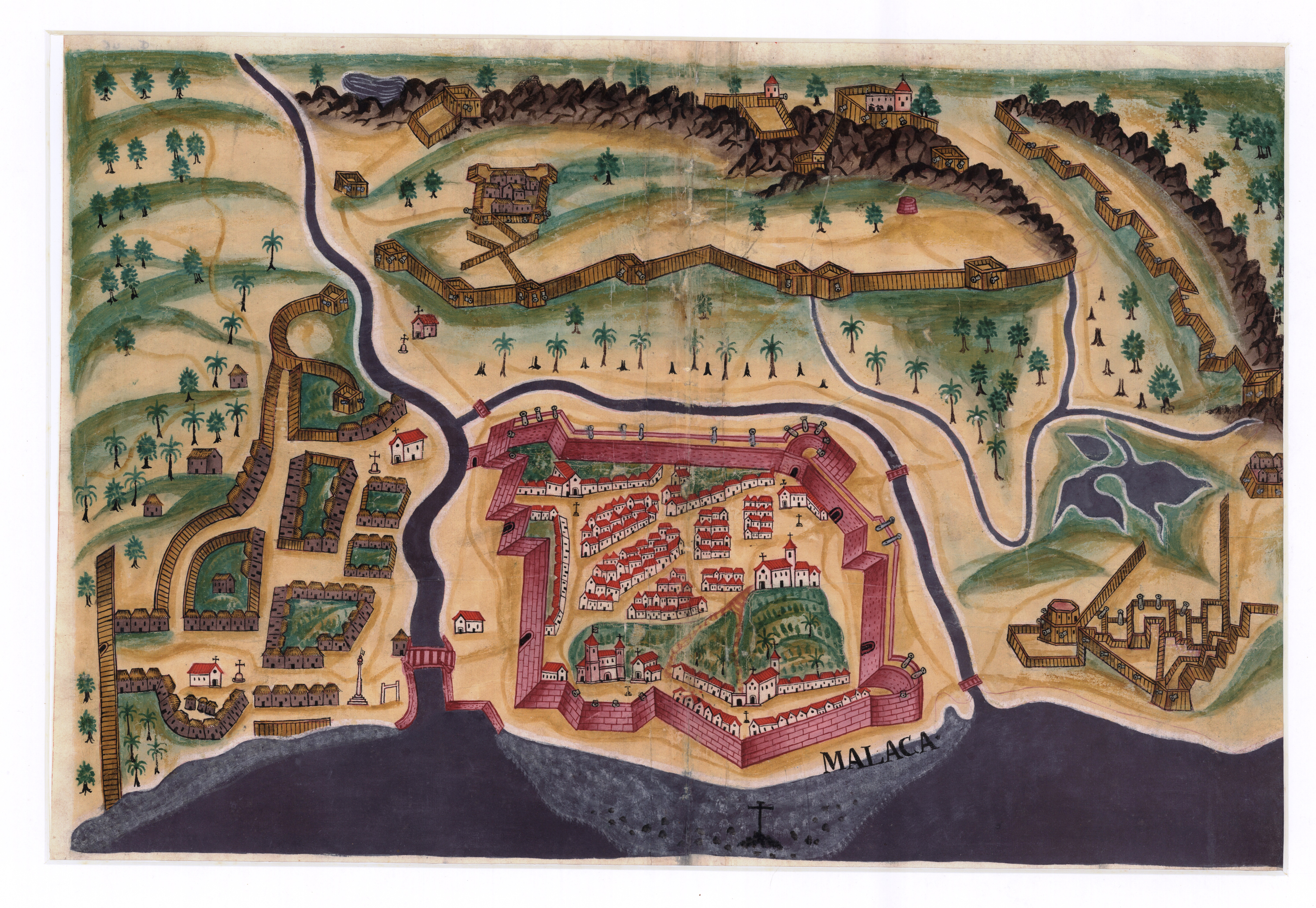
Malaca
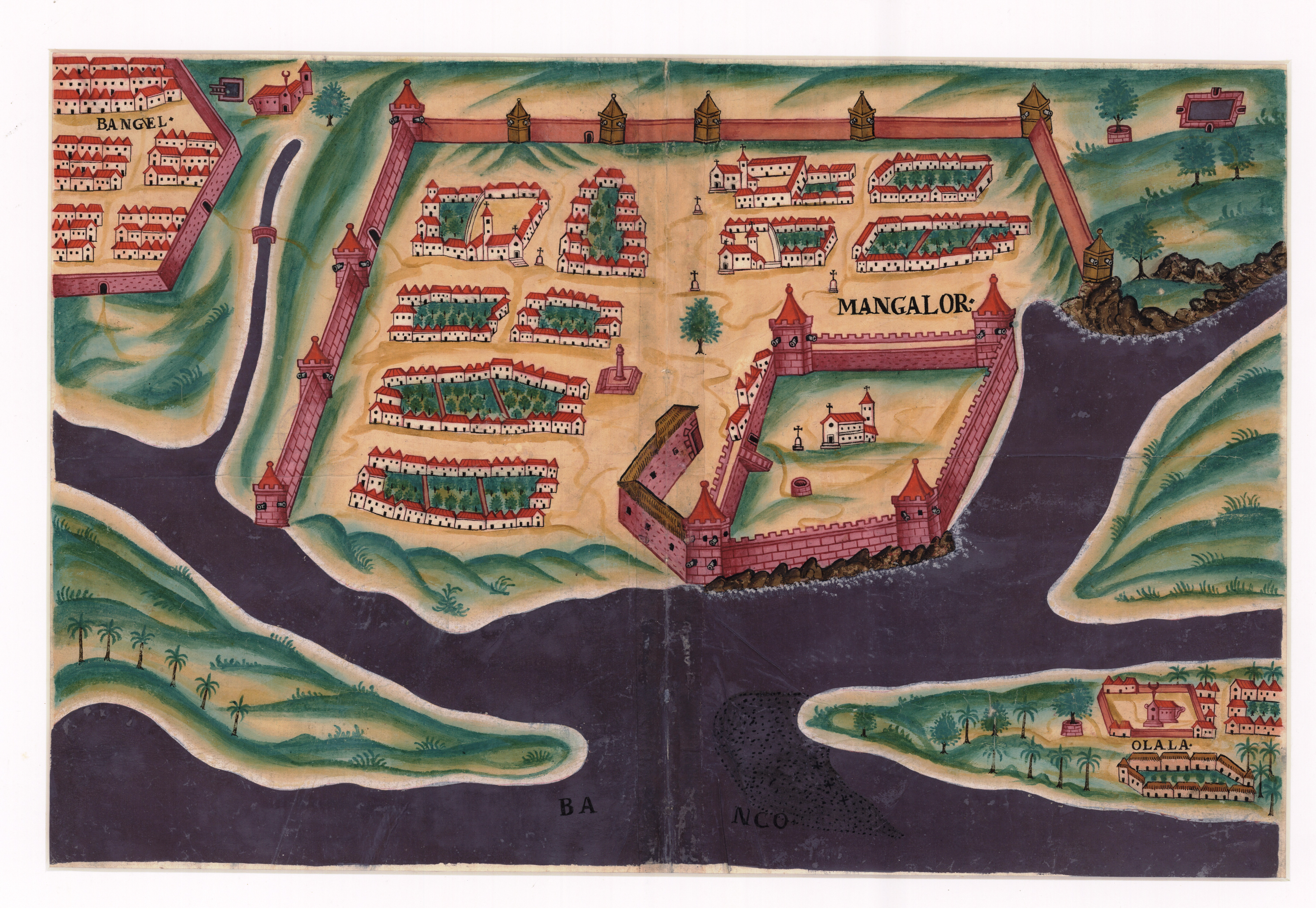
Mangalor
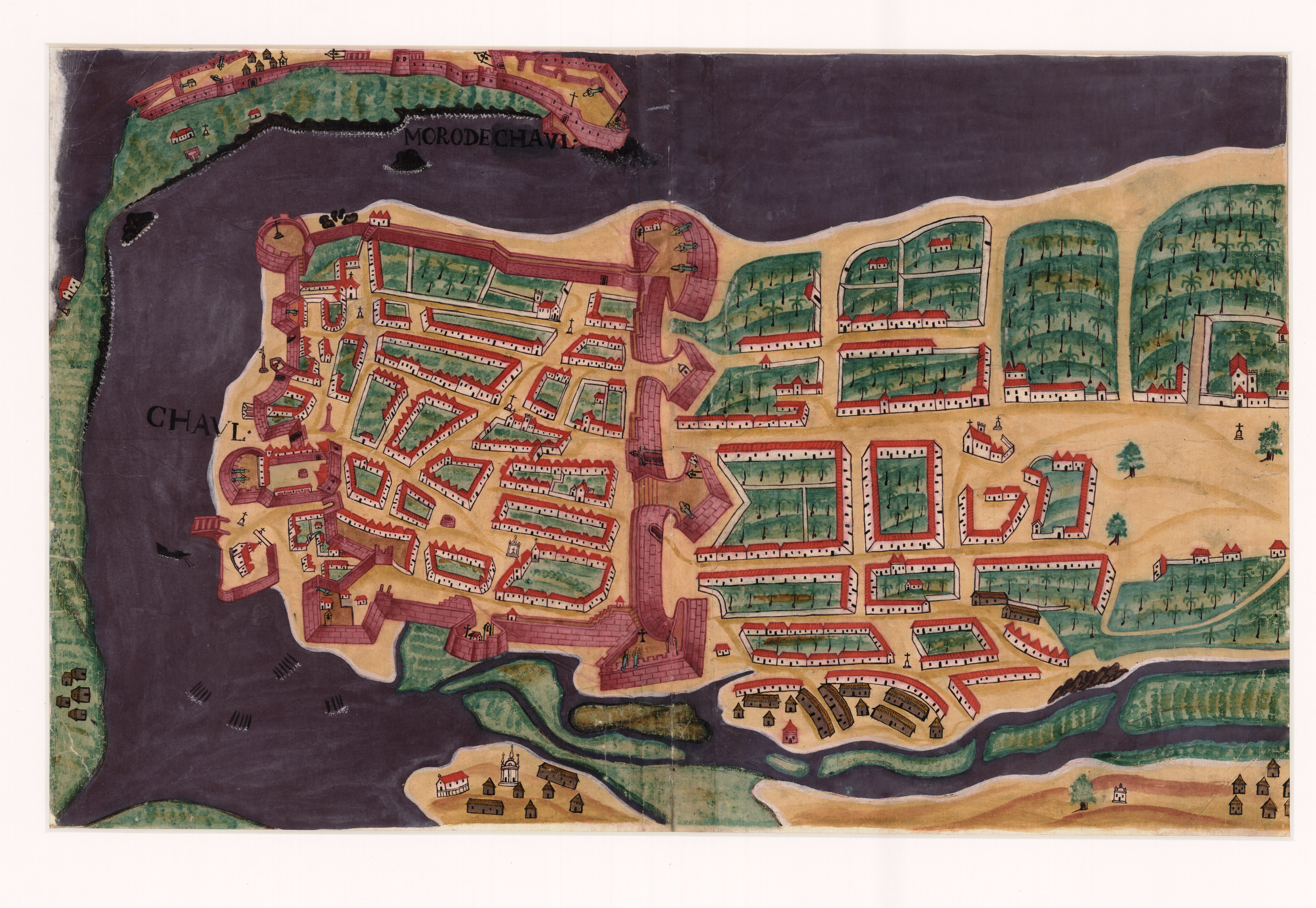
Chaul
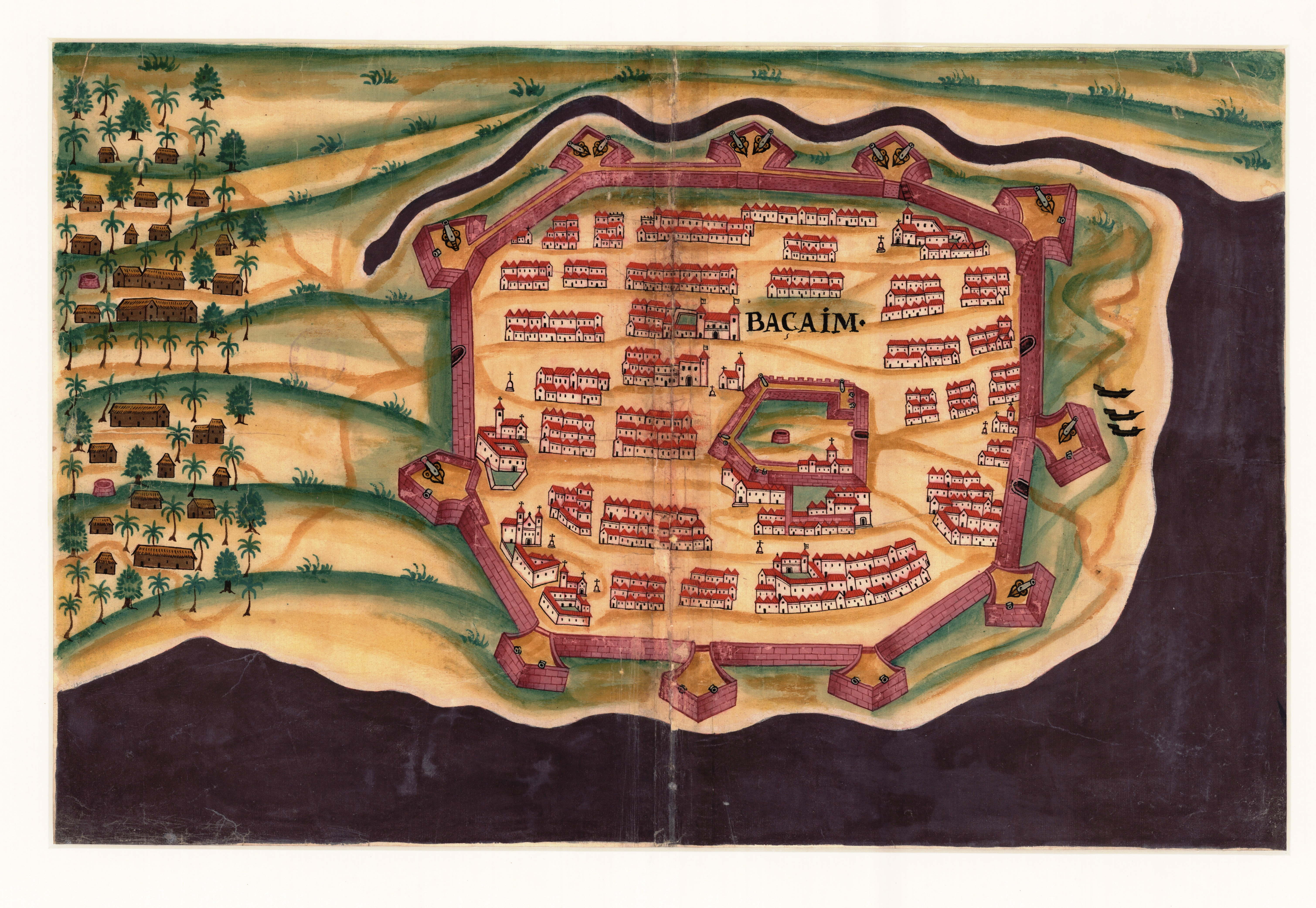
Baçaim
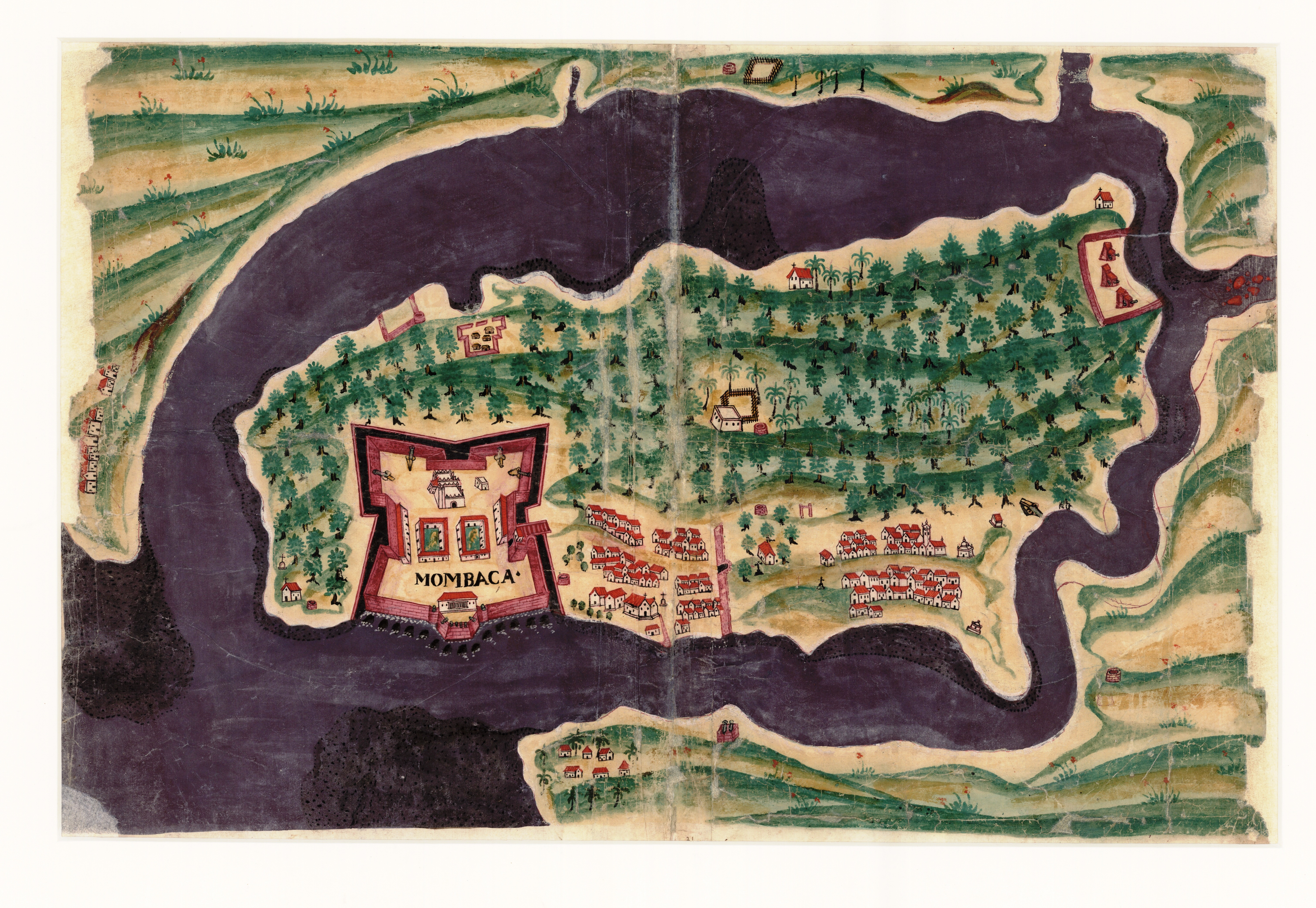
Mombaça
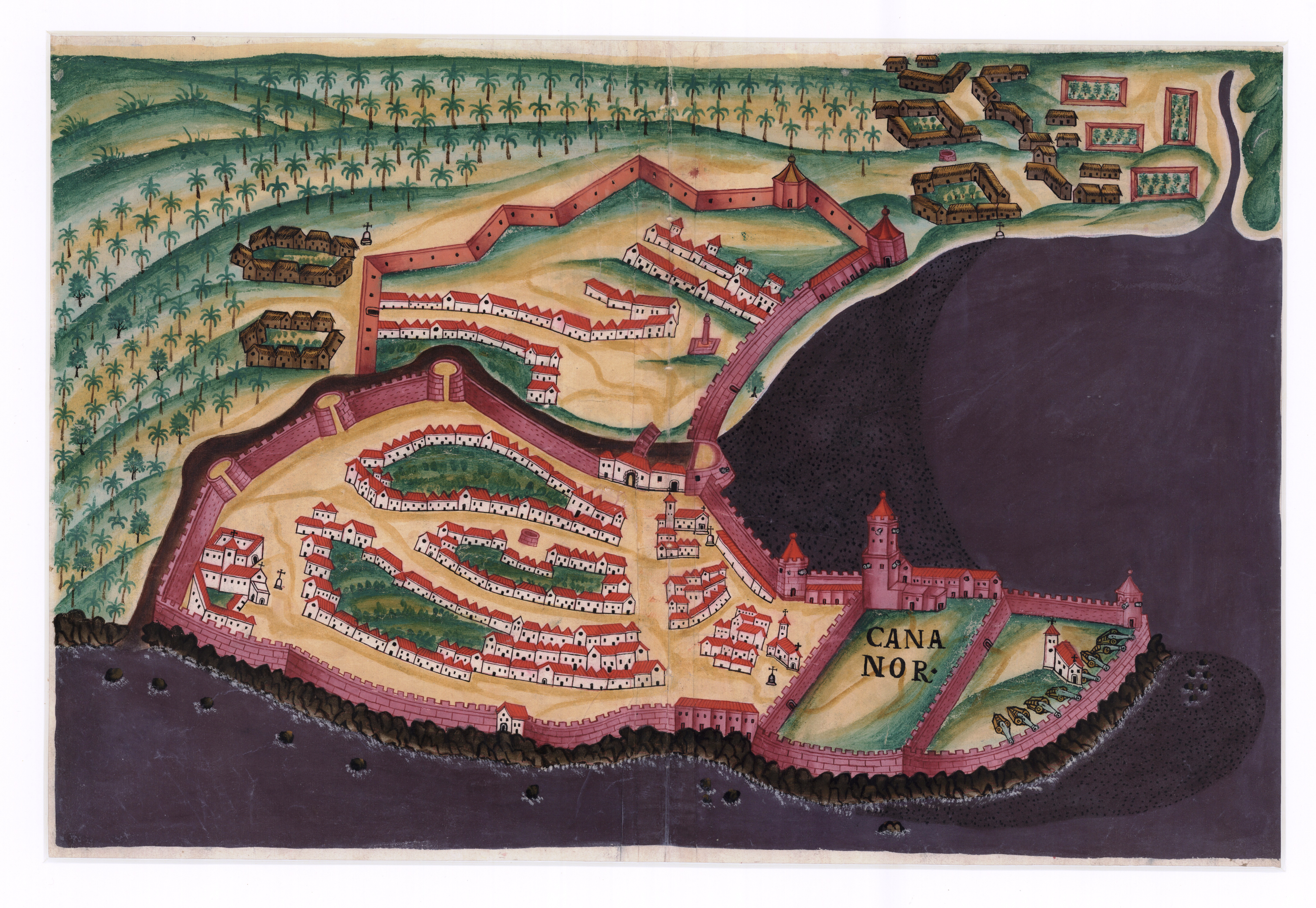
Cananor
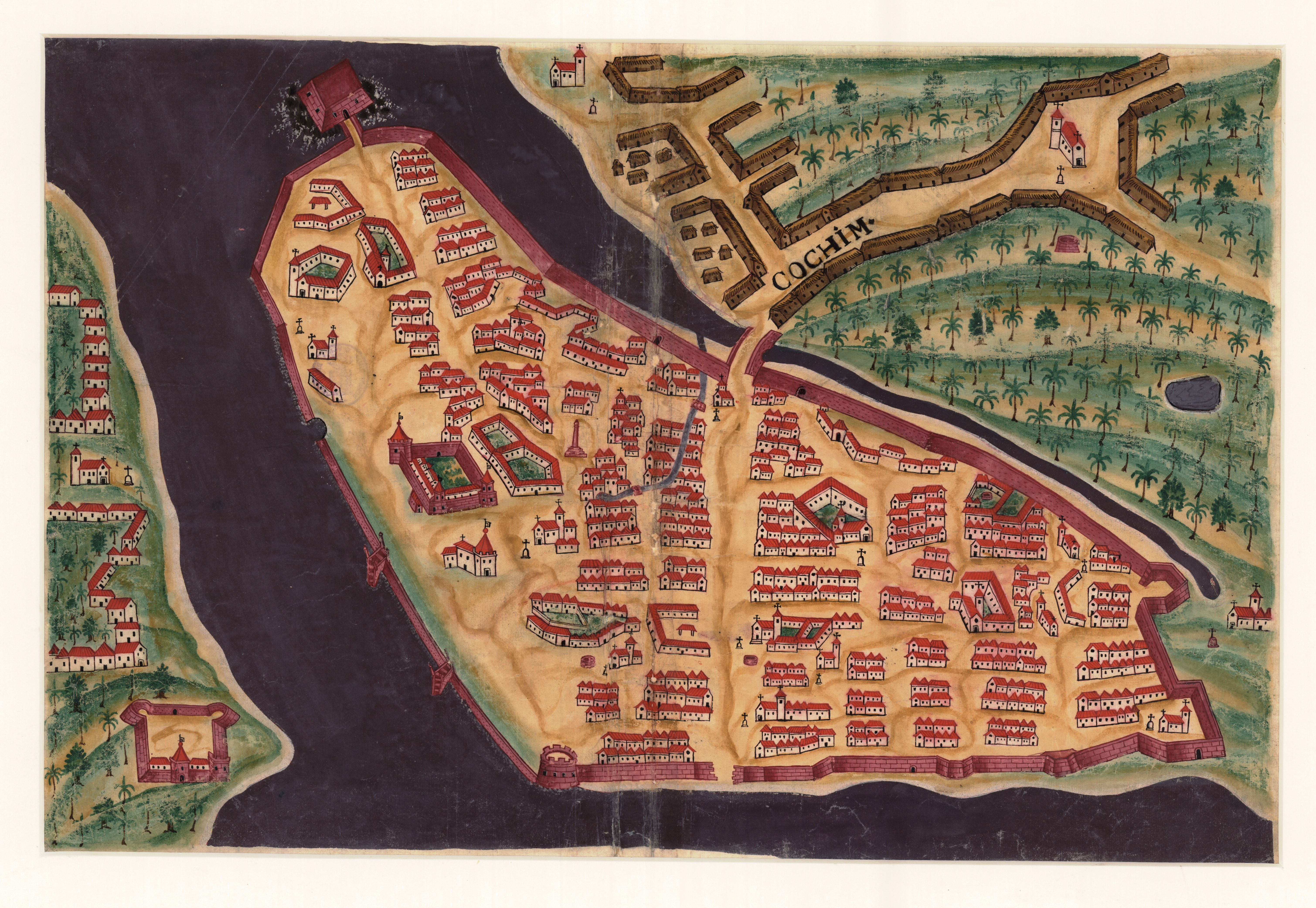
Cochim
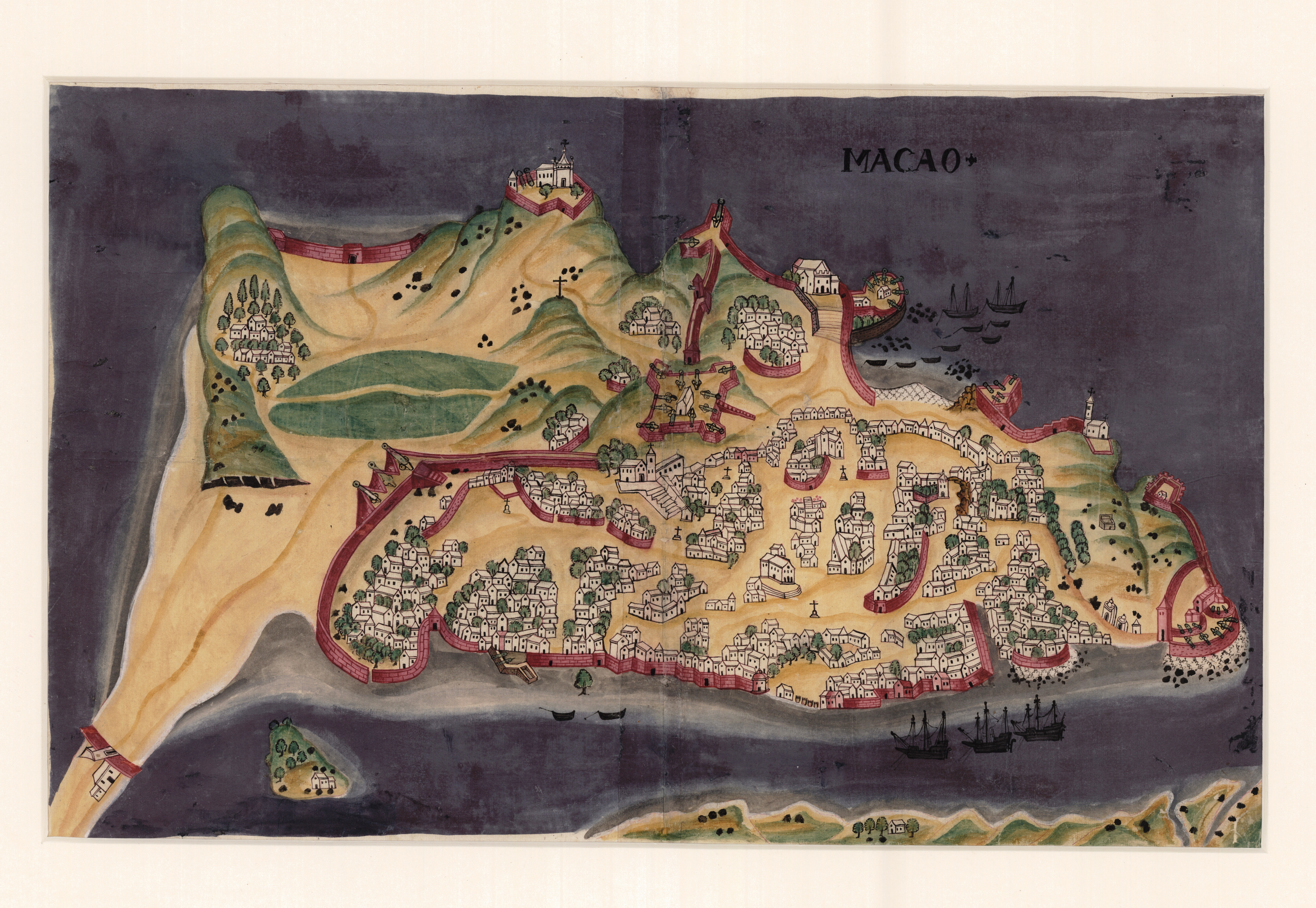
Macau